# Contea di Gonggar
Gonggar (贡嘎县S; 貢嘎縣T; Gònggá XiànP) è una contea cinese della prefettura di Shannan nella Regione Autonoma del Tibet.  Nel 1999 la contea contava 46.154 abitanti per una superficie totale di 2386.11 km². Nella contea vi sono il  monastero di Gonggar Choide, il Dzong di Gonggar  e l'aeroporto di Gonggar.

## Geografia antropica

### Centri abitati
- Jixiong 吉雄镇
- Jiazhulin 甲竹林镇
- Jiedexiu 杰德秀镇
- Gangdui 岗堆镇
- Jiangtang 江塘镇
- Dongla 东拉乡
- Langjiexue 朗杰学乡
- Changguo 昌果乡

Contea di Gonggar
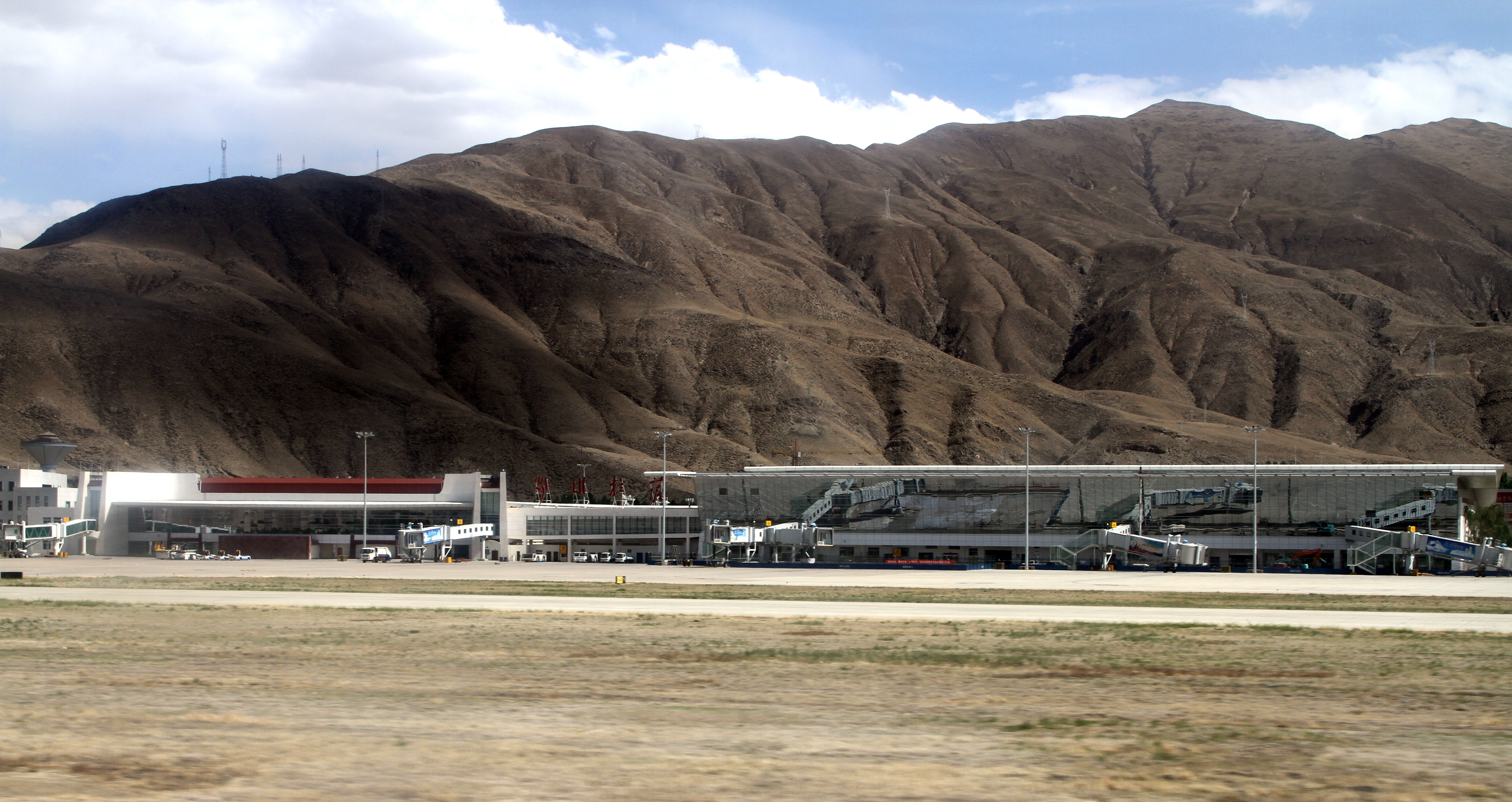
Aeroporto
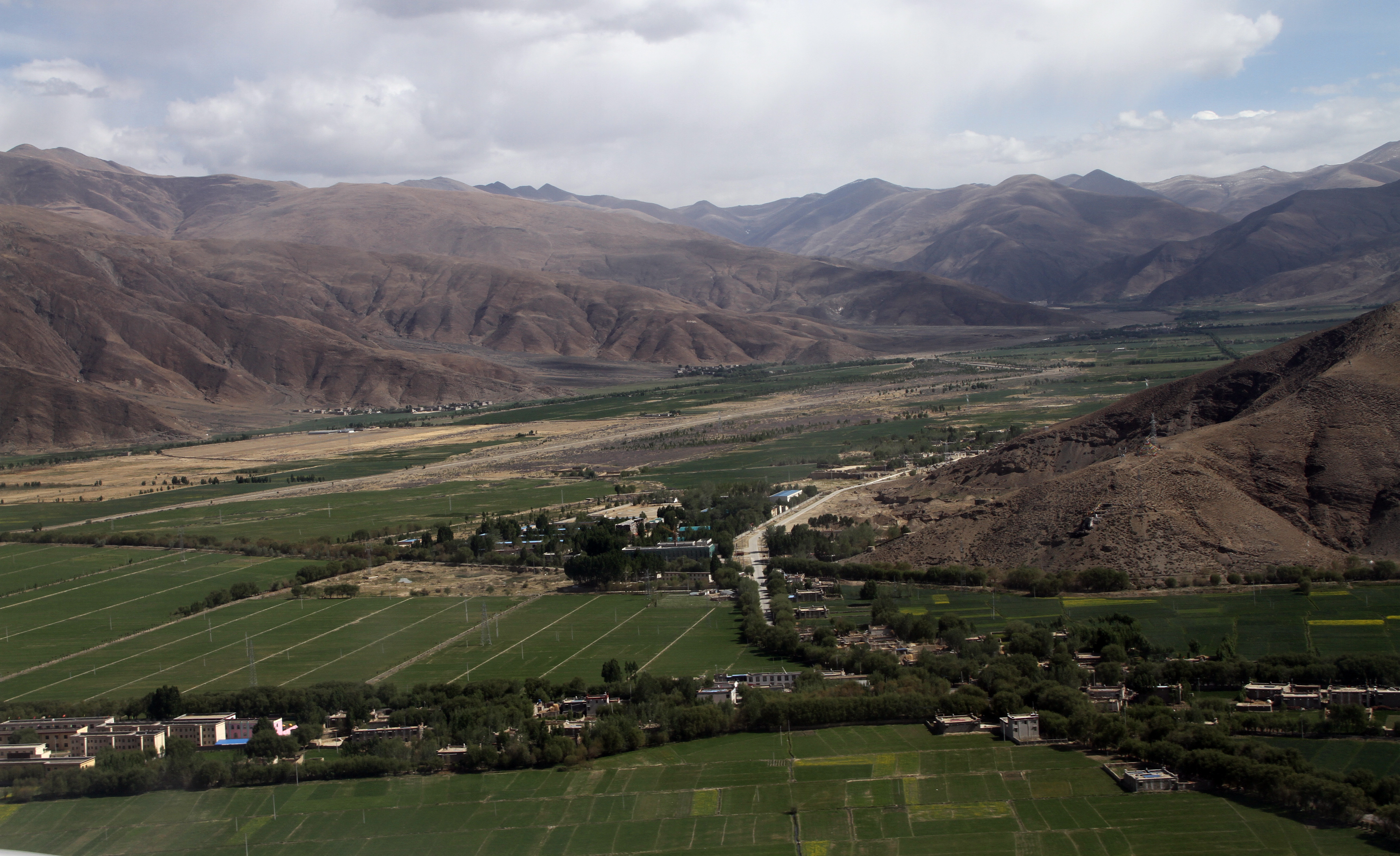
Gonggar
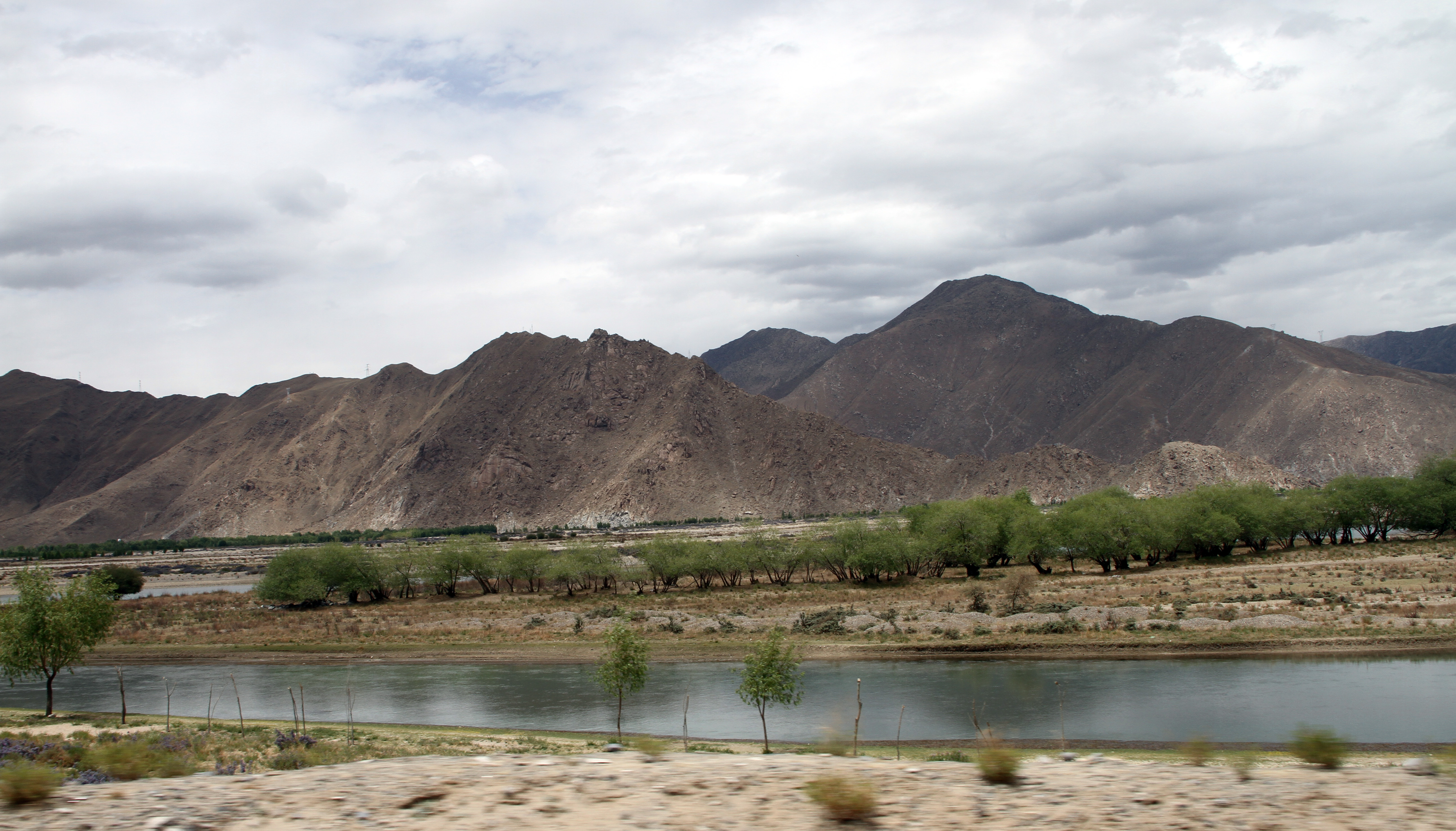
Yarlung Tsangpo
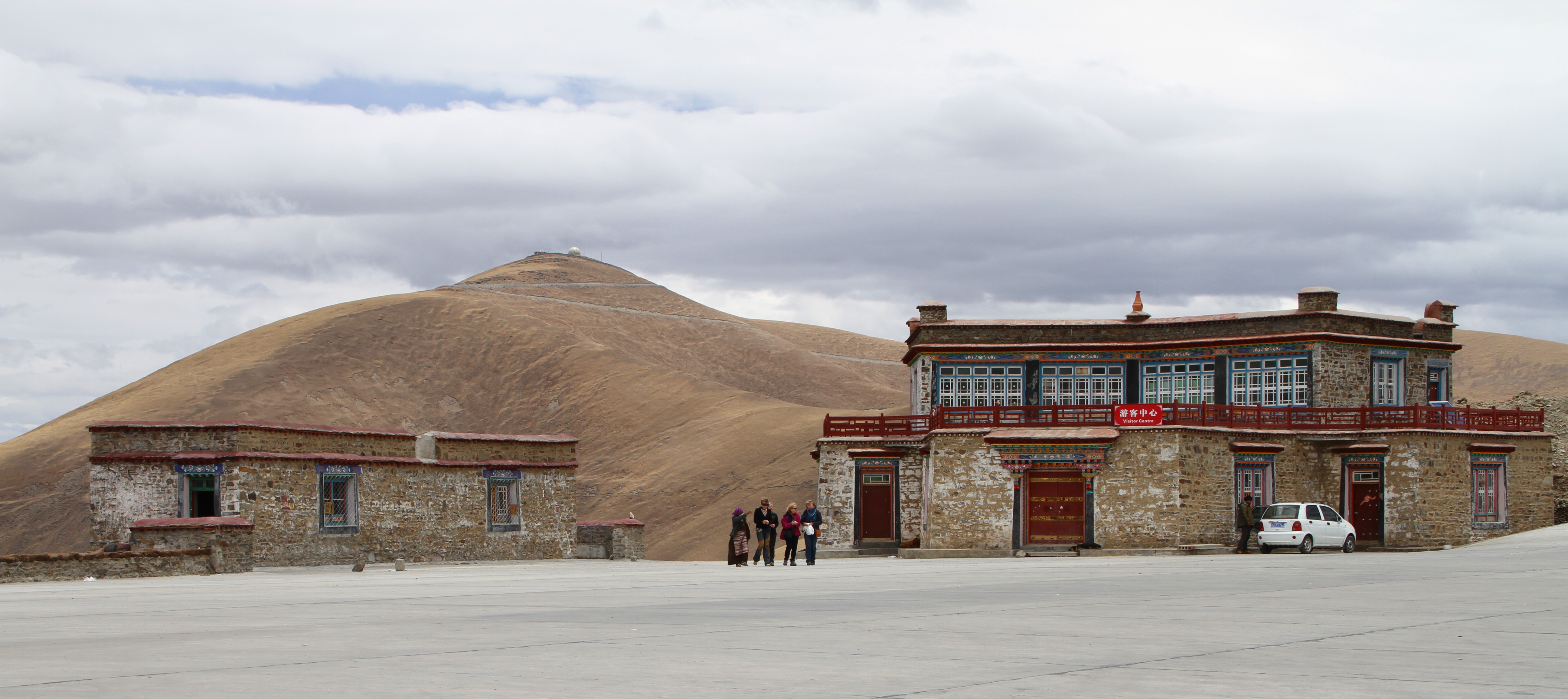
Kampa La 4793m
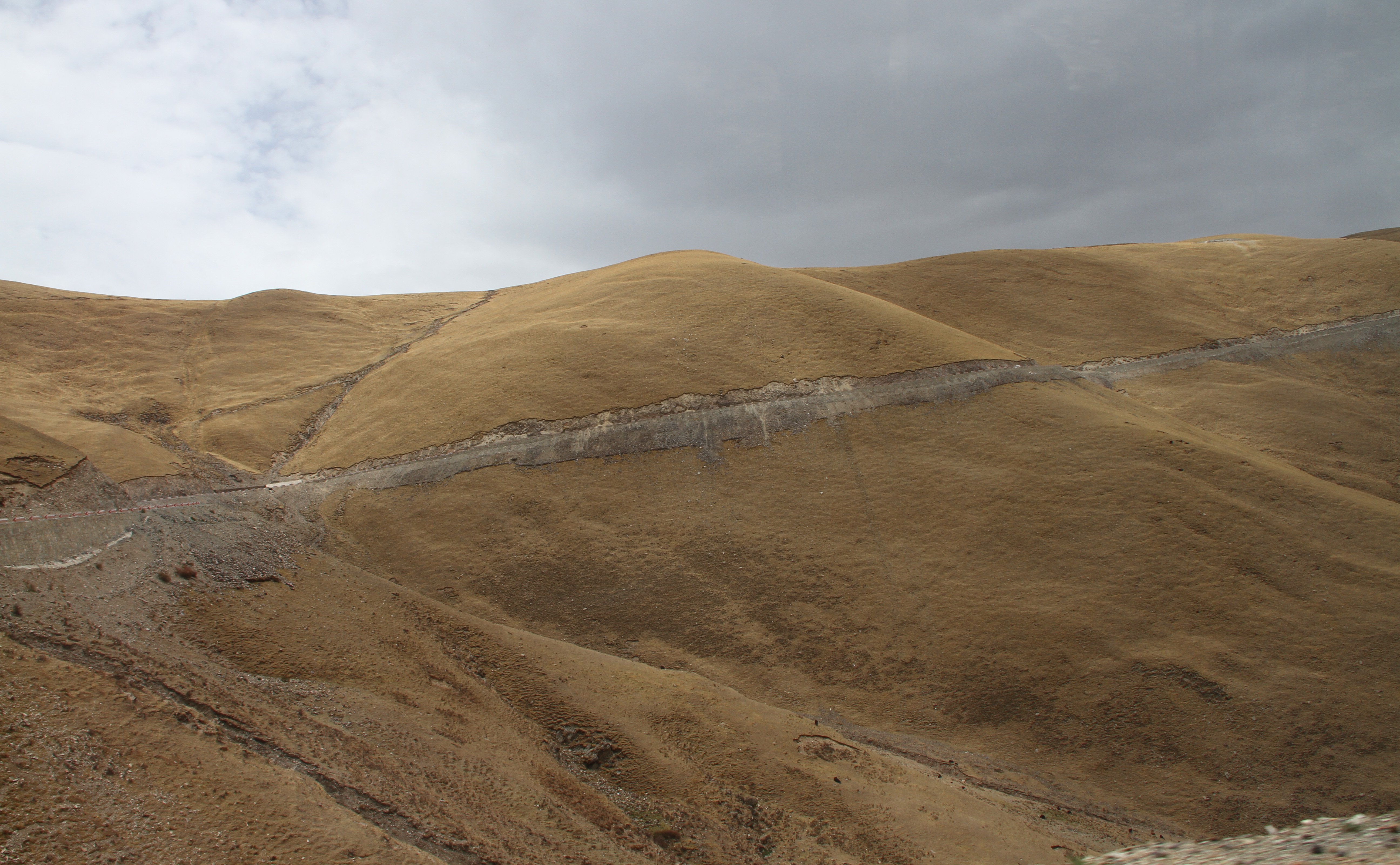
Kampa La
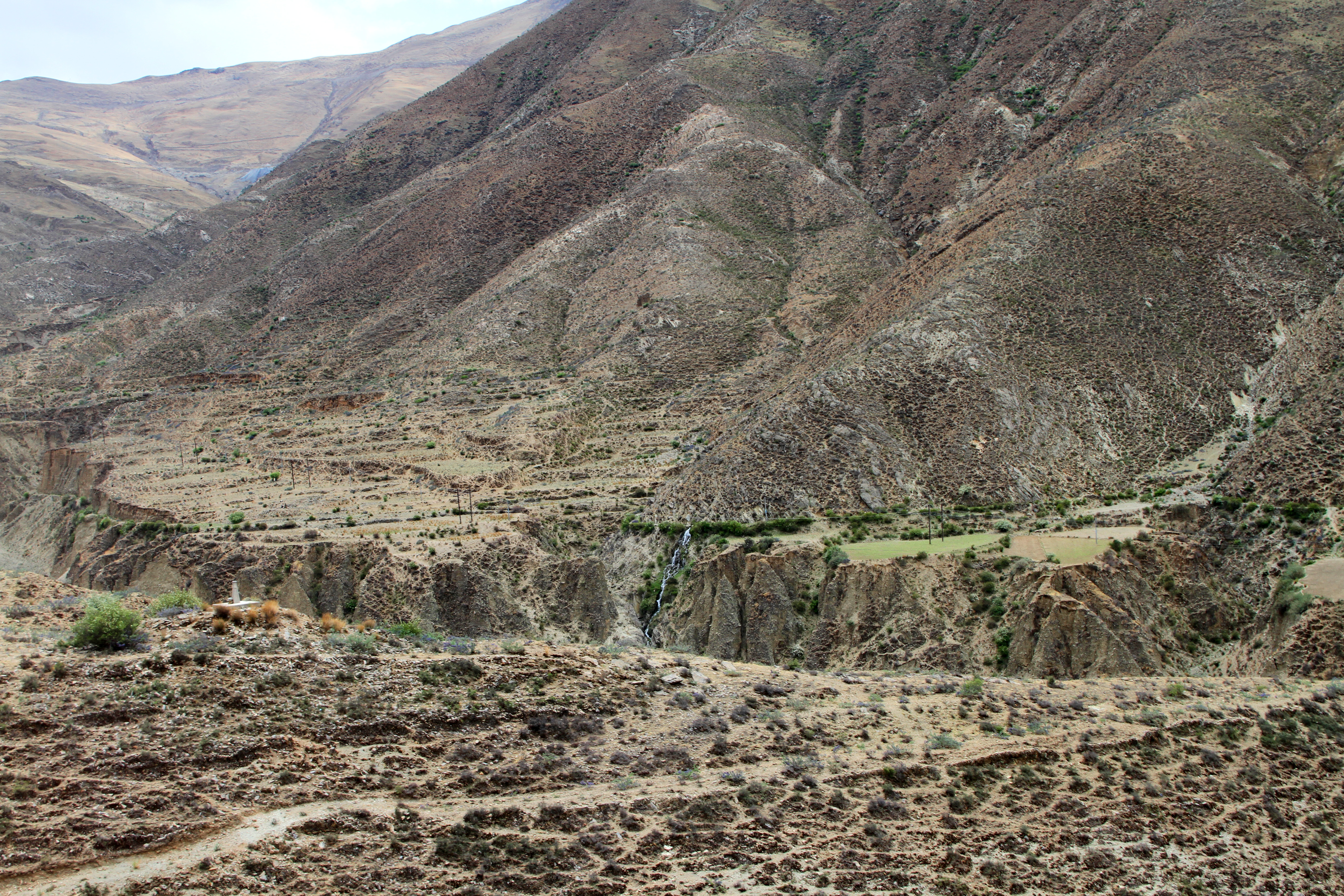